# Gaudreville-la-Rivière
Gaudreville-la-Rivière è un comune francese di 245 abitanti situato nel dipartimento dell'Eure nella regione della Normandia.

## Società

### Evoluzione demografica
Abitanti censiti